# Аксайский сельский округ (Алматинская область)
Сельский округ Аксай (каз. Ақсай ауылдық округі) — административная единица третьего уровня в Илийском районе Алматинской области. Административным центром является село Аксай.
В 2024 году Междуреченский сельский округ был переименован в сельский округ Аксай, а его центр, село Междуреченск — в село Аксай.
Население — 9990 человек в 2009 году.

## Состав
В состав округа входят такие населенные пункты:
| Населенные пункты | Население, человек (1999) | Население, человек (2009) |
| ----------------- | ------------------------- | ------------------------- |
| Екпинды, село     | 1885                      | 2012                      |
| Жаугашты, село    | 914                       | 1006                      |
| Аксай, село       | 4625                      | 6972                      |